# 胡普尔 (北达科他州)
胡普尔（英語：Hoople），是美国北达科他州下属的一座城市。根据2010年美国人口普查，该市有人口242人。2011年估计该市有人口240人，相对于2010年，增长率为?0.83%。